# Witalij Nikitczenko
Witalij Fiedotowicz Nikitczenko (ros. Виталий Федотович Никитченко, ur. 1908 w Sewastopolu, zm. 1992) – przewodniczący KGB Ukraińskiej SRR (1954-1970).

## Życiorys
Skończył szkołę zawodową w Melitopolu, 1928-1931 studiował w Charkowskim Instytucie Inżynierów Transportu Kolejowego i został inżynierem mechanikiem. Pracował jako inżynier w Zarządzie Kolei Południowej w Charkowie, od października 1931 do września 1933 pracownik naukowy Charkowskiego Instytutu Inżynierów Transportu Kolejowego, 1933-1934 pracownik charkowskiej fabryki parowozów, 1938-1944 asystent i docent Charkowskiego Instytutu Inżynierów Transportu Kolejowego, od 1940 członek WKP(b), od 1941 kandydat nauk technicznych. Od 1944 funkcjonariusz partyjny, 1944-1948 pracownik Komitetu Obwodowego KP(b)U w Charkowie, od grudnia 1948 do czerwca 1953 kierownik Wydziału Transportowego KC KP(b)U/KPU, 1953-1954 kierownik Wydziału Organów Administracyjnych i Handlowo-Finansowych KC KPU. Od 6 kwietnia 1954 do 16 lipca 1970 był pierwszym przewodniczącym KGB przy Radzie Ministrów Ukraińskiej SRR, 31 maja 1954 mianowany generałem majorem, 1961 generałem porucznikiem, a 1967 generałem pułkownikiem. Od 16 września 1959 do 4 lipca 1974 członek Kolegium KGB ZSRR, od lipca 1970 do lipca 1974 naczelnik Wyższej Szkoły KGB Czerwonego Sztandaru im. Feliksa Dzierżyńskiego, 1974-1978 profesor specjalnej katedry tej szkoły. Od 1951 deputowany do Rady Najwyższej Ukraińskiej SRR, później deputowany do Rady Najwyższej ZSRR 7 kadencji.

## Odznaczenia
- Order Lenina (1964)
- Order Czerwonego Sztandaru Pracy (dwukrotnie - 1958 i 1968)
- Order Czerwonej Gwiazdy (1945)
- Order „Znak Honoru” (1948)
- Medal „Za nienaganną służbę” I klasy (1958)
- Medal „Za nienaganną służbę” II klasy (1959)
- Medal „Za nienaganną służbę” III klasy (1964)
- Odznaka „Honorowy Funkcjonariusz Bezpieczeństwa Państwowego” (1957)